# Nuevo Tomasiri
 (août 2020).
Nuevo Tomasiri est un village péruvien de la région de Tacna dans la province de Tacna et dans le district d'Inclan.